# Año Internacional de las Ciencias Básicas para el Desarrollo Sostenible
2022 fue proclamado Año Internacional de las Ciencias Básicas para el Desarrollo Sostenible por la Asamblea General de las Naciones Unidas mediante la resolución A/RES/76/14, aprobada el 2 de diciembre de 2021. Esta iniciativa, respaldada por la UNESCO y numerosas organizaciones científicas internacionales, subrayó la importancia de las ciencias básicas, como la física, la química, la biología y las matemáticas, en la construcción de sociedades sostenibles y resilientes, promoviendo su papel esencial en el avance del conocimiento, la innovación y el desarrollo global.
La proclamación reconoció que la ciencia básica es fundamental para abordar los grandes desafíos contemporáneos, desde el cambio climático hasta la erradicación de la pobreza, al tiempo que impulsa el progreso en campos clave como la medicina, la energía, la tecnología, la agricultura y la comunicación. También se destacó su papel en la promoción del pensamiento racional y una sociedad basada en el conocimiento, fomentando la cooperación internacional en el ámbito científico.

## Actividades y alcance
Durante el año se llevaron a cabo diversas iniciativas a nivel global, organizadas por la UNESCO en colaboración con la Unión Internacional de Física Pura y Aplicada (IUPAP) y otras entidades científicas. Se promovieron conferencias, talleres, campañas de divulgación y programas educativos para sensibilizar a la sociedad sobre el impacto de la ciencia en el desarrollo sostenible.
Un aspecto clave fue el énfasis en la educación científica y la inclusión de grupos tradicionalmente subrepresentados en la ciencia, como mujeres, niñas y comunidades en situación de vulnerabilidad. Se alentó la cooperación entre instituciones académicas, la industria y gobiernos para generar soluciones innovadoras a problemas globales.
El financiamiento de las actividades relacionadas con el Año Internacional provino de contribuciones voluntarias, incluyendo aportes del sector privado y organizaciones no gubernamentales, garantizando que las iniciativas pudieran implementarse en diversos países con distintos niveles de desarrollo.